# Dale & Grace
Dale & Grace war ein US-amerikanisches Gesangsduo.

## Geschichte
Das Duo wurde 1963 in Baton Rouge gegründet. Mit dem Song I’m Leaving It Up to You hatten sie im Jahr 1963 ihren größten Erfolg in den US-Charts und erreichten Platz 1 und in den UK-Charts Platz 42. Der von Don Harris und Dewey Terry Jr. geschriebene Titel war von den Autoren 1956 als Don & Dewey veröffentlicht worden. Sam Montel produzierte die Neuaufnahme des Songs und veröffentlichte ihn auf seinem Label Montel Records landesweit und zuvor regional auf seinem Sub-Label Michele Records.
Mit Stop and Think It Over erreichten sie 1964 in den US-Charts Platz 8. Während einer Tournee 1964 beendeten Dale und Grace ihre Zusammenarbeit. Zwar nahm Montel noch einzelne Titel auf, bei denen zu einer Aufnahme von Grace die Stimme von Dale hinzugemischt wurde, doch weitere Erfolge blieben aus. Auch mit ihren Soloaufnahmen für Montel Records hatten beide keinen Erfolg zu verbuchen.
Dale Houston verstarb am 29. September 2007; Grace Broussard trat bis 2007 mit verschiedenen Musikgruppen auf.

## Diskografie
Singles

| Jahr | Titel Album              | Höchstplatzierung, Gesamtwochen, AuszeichnungChartplatzierungen (Jahr, Titel, Album, Platzierungen, Wochen, Auszeichnungen, Anmerkungen) | Höchstplatzierung, Gesamtwochen, AuszeichnungChartplatzierungen (Jahr, Titel, Album, Platzierungen, Wochen, Auszeichnungen, Anmerkungen) | Anmerkungen        |
| Jahr | Titel Album              | UK | US | Anmerkungen        |
| ---- | ------------------------ | --- | --- | ------------------ |
| 1963 | I’m Leaving It Up To You | UK42 (2 Wo.)UK | US1 (15 Wo.)US | Montel-Michele 921 |
| 1964 | Stop And Think It Over   | — | US8 (9 Wo.)US | Montel-Michele 922 |
| 1964 | The Loneliest Night      | — | US65 (5 Wo.)US | Montel-Michele 928 |

Weitere Singles
- Darling It’s Wonderful

Alben

| Jahr | Titel                                             | Höchstplatzierung, Gesamtwochen, AuszeichnungChartsChartplatzierungen (Jahr, Titel, Platzierungen, Wochen, Auszeichnungen, Anmerkungen) | Anmerkungen    |
| Jahr | Titel                                             | US | Anmerkungen    |
| ---- | ------------------------------------------------- | --- | -------------- |
| 1964 | I’m Leaving It Up to You and 11 Other Hit Singles | US100 (7 Wo.)US | Montel MLP-100 |